# Менькова, Оксана Владимировна
Окса́на Влади́мировна Менько́ва (бел. Аксана Уладзіміраўна Мянькова; род. 28 марта 1982; Кричев, Могилёвская область, Белорусская ССР) — белорусская метательница молота. Заслуженный мастер спорта Республики Беларусь (2008).

## Карьера
Менькова начала заниматься метанием молота в подростковом возрасте и спустя некоторое время выиграла ряд региональных соревнований. Участвовала в отборочном раунде чемпионата Европы 2002 года, а после серебряной медали чемпионата Европы среди молодёжи 2003 года отправилась на чемпионат мира в Париж. Показала пятый результат на летней Универсиаде 2005 года и приняла участие в чемпионат мира 2007 года в Осаке, но не прошла в финал.
Менькова стала чемпионкой летних Олимпийских игр 2008 года в Пекине, метнув молот на 76,34 метра, что стало новым олимпийским рекордом. Однако в 2016 году решением МОК она была лишена золотой награды в связи с употреблением запрещенных препаратов. Перепроверка пекинской допинг-пробы показала наличие в организме спортсменки анаболических стероидов дегидрохлорметилтестостерона (туринабола) и оксандролона. Кроме того, положительный результат принесла и перепроверка допинг-пробы с Олимпийских игр 2012 года в Лондоне, где Менькова заняла 7-е место. Снова обнаружен дегидрохлорметилтестостерон (туринабол) и станозолол, результат был аннулирован.
Сезон 2010 года пропустила в связи с рождением ребёнка — Арины Меньковой. После рождения дочери объявила о возвращении в спорт в 2011 году.
В апреле 2012 года на соревнованиях в Бресте метнула молот на 78,19 метра. Результат стал третьим в истории женского метания молота, а затем был ещё улучшен в июле (78,69 м), что переместило Менькову на второе место в списке обладательниц лучших результатов, вслед за Бетти Хайдлер.

## Основные результаты
| Год  | Соревнование                    | Город                  | Место  | Результат (м) |
| ---- | ------------------------------- | ---------------------- | ------ | ------------- |
| 2001 | Чемпионат Европы среди юниоров  | Гроссето, Италия       | 5      | 59,24         |
| 2002 | Чемпионат Европы                | Мюнхен, Германия       | 27(q)  | 60,13         |
| 2003 | Чемпионат Европы среди молодёжи | Быдгощ, Польша         | 2      | 67,58         |
| 2003 | Чемпионат мира                  | Париж, Франция         | 22(q)  | 64,11         |
| 2005 | Летняя Универсиада              | Измир, Турция          | 1      | 69,09         |
| 2006 | Чемпионат Европы                | Гётеборг, Швеция       | 23 (q) | 62,85         |
| 2007 | Чемпионат мира                  | Осака, Япония          | -      | NM            |
| 2008 | Олимпийские игры                | Пекин, Китай           | DSQ    | 76,34         |
| 2009 | Чемпионат мира                  | Берлин, Германия       | 13 (q) | 69,58         |
| 2012 | Олимпийские игры                | Лондон, Великобритания | DSQ    | 74,40         |
| 2013 | Чемпионат мира                  | Москва, Россия         | 22 (q) | 66,65         |

## Награды и звания
- Заслуженный мастер спорта Республики Беларусь (2008).
- Премия «Соотечественник года-2008» — за выдающиеся спортивные достижения и большой личный вклад в пропаганду Олимпийского движения[6].
- Почётный гражданин города Кричева.
- Имя О. В. Менковой отмечено на Аллее Славы в парке Победы в городе Кричеве Могилёвской области[7].